# Dicronychus wagneri
Dicronychus wagneri là một loài bọ cánh cứng trong họ Elateridae. Loài này được Pecírka miêu tả khoa học năm 1926.